# Obere Mühle (Saal an der Saale)
Obere Mühle (auch Schneiders Mühle genannt) ist ein Wohnplatz der Marktes Saal an der Saale im unterfränkischen Landkreis Rhön-Grabfeld in Bayern.

## Lage
Die Einöde liegt an der Fränkische Saale.

## Geschichte
Die Mühle wurde bereits 1317 genannt. Sie tauchte damals im Lehnverzeichnis der Henneberger auf und hatte auch den Namen „Grafenmühle“.  Im Jahr 1900 kaufte Anton Schneider die Mühle. Er begann mit der Stromerzeugung in der Mühle.